# 帝嚳陵
帝嚳陵中国帝嚳陵墓。
一说陕西渭南洽川莘野村西,陵东边的巷道称之为“冢家巷”。高大的墓冢占地二亩，巍然耸立，冢前有清代陕西巡抚毕沅亲笔书写的墓碑。乾隆年间洽川才子许秉简所撰<洽阳记略>中载，清代每年由藩司（省财政厅）拨白银六万两，以作春秋祭扫之用。陵前新立国务院学位评审委员会委员、中华诗词学会副会长霍松林所题“帝喾陵”石碑。
二说位于河南省安阳市内黄县南30公里梁庄乡三阳庄村西北土岗上。与颛顼墓为邻，称“二帝陵”。墓前立石碑一块，上书“帝嚳陵”。附近建有甬道和围墙。
另一说是存于河南省商丘市高辛镇。高辛镇北街500米有帝喾陵。